# NGC 6105
NGC 6105 ist eine 14,8 mag helle Balkenspiralgalaxie vom Hubble-Typ SBa im Sternbild Nördliche Krone und etwa 393 Millionen Lichtjahre von der Milchstraße entfernt.
Sie wurde am 1. Juli 1880 von Édouard Stephan entdeckt.